# Taenionema oregonense
Taenionema oregonense är en bäcksländeart som först beskrevs av James George Needham och Peter Walter Claassen 1925.  Taenionema oregonense ingår i släktet Taenionema och familjen vingbandbäcksländor. Inga underarter finns listade i Catalogue of Life.